# Związek Młodzieży z Dalekiego Wschodu
Związek Młodzieży z Dalekiego Wschodu (ZMzDW) – ogólnopolska organizacja społeczna działająca w latach 1929–1939
Związek został założony na Zjeździe jesienią 1928 roku, w lokalu Bursy Polskiego Komitetu Ratunkowego Dzieci Dalekiego Wschodu, w Warszawie przy ul. Niskiej 78. Zorganizowała go najaktywniejsza część byłych wychowanków Zakładu dla Dzieci Syberyjskich w Wejherowie, przy poparciu i pomocy przedstawiciela władz oświatowych w osobie prof.Stefana Łopatto. Bursa ta działała w Warszawie od września 1927 r. i obejmowała opieką starszych wychowanków z wejherowskiego Zakładu dla Dzieci Syberyjskich, które w latach 1919–1923 ewakuowano z obszaru Syberii przez Japonię do Polski. Jego celem była wzajemna pomoc i integracja, praca dla dobra ojczyzny oraz utrzymywanie tradycji syberyjskiej. Przewodniczącym został wybrany wówczas 17-letni Jerzy Strzałkowski. Pełnił tę funkcję nieprzerwanie do wybuchu II wojny światowej. W początkowym okresie działalności Związek liczył jedynie kilkanaście osób (oddziały w Warszawie i Wilnie), ale po kilku latach osiągnął liczebność ponad 600 członków. Powstały oddziały wojewódzkie w Poznaniu, Lwowie, Łodzi, Katowicach, Radomiu i Gdyni, a także koła w Białymstoku, Bydgoszczy i Wejherowie. Pierwszą siedzibą Związku był lokal Rady Szkolnej(kuratorium) m. st. Warszawy przy ul. Królewskiej 23. Później Związek przeniósł się do siedziby w al. Jerozolimskich 7. Nawiązano kontakty korespondencyjne z młodzieżą na Dalekim Wschodzie. Ciekawym kierunkiem działania była próba integracji młodzieży i dzieci polskich ze społeczeństwem Wschodnich Kresów Polski. W lipcu i sierpniu 1939 r. w trzech wsiach pow. Brzeżany – Podwysokie, Kurzany i Pawłowice zorganizowano dwa turnusy wakacyjne dla dzieci i młodzieży z Polski Centralnej. Kierownikiem był J. Strzałkowski, a podobozy w poszczególnych wsiach prowadzili jego wychowankowie: Karol Lachowski, Longin Izydorczak, Zbigniew Stolarski i Tadeusz Darmetko. Związek starał się też propagować historię i kulturę Japonii. Nawiązano kontakty z ambasadą japońską, dzięki której zaczęto organizować różne prelekcje, wystawy oraz projekcje filmowe poświęcone Japonii. Dzięki wsparciu finansowemu strony japońskiej odbywały się również tradycyjne bale japońskie: wiosenny ("Noc Kwitnącej Wiśni") i jesienny ("Noc Chryzantem"), potańcówki, spotkania świąteczne, wieczorki przy kawie, prowadzono naukę jęz. japońskiego. Uczono się ówczesnego hymnu japońskiego Kimigayo. Zaowocowało to później w czasie okupacji hitlerowskiej, gdy pracownicy ambasady udzielali pomocy wychowankom J. Strzałkowskiego. Działalność Związku przerwał wybuch wojny obronnej 1939 r. Na ostatnim posiedzeniu Związku w październiku 1939 r. zostaje podjęta decyzja o powołaniu konspiracyjnej organizacji o nazwie: Powstańcze Oddziały Specjalne, nawiązującej do tradycji powstań narodowych przeciwko okupantom. Wysłano jednocześnie łączników (Czesław Piotrowicz i Wiktor Bereśniewicz) do działaczy w innych rejonach kraju, aby nawiązali kontakty celem podjęcia działalności niepodległościowej. Na bazie organizacyjnej i kadrowej Związku Młodzieży z Dalekiego Wschodu i po przystąpieniu do AK powstał oddział POS „Jerzyki”.
Organem prasowym Związku była gazeta "Sybirak". W marcu 1938 r. zaczął się ukazywać "Młody Sybirak", który w październiku tego roku przemianowano na "Echa z Dalekiego Wschodu". Zmieniono tytuł dla nawiązania do pracy Anny Bielkiewicz, która jeszcze w Tokio, w początkach lat 20. wydawała pismo o tej nazwie. Jednym z redaktorów tych pism był Wiktor Jeżewski. Pismo przestało wychodzić w kwietniu 1939 r.